# 宇宙鋒

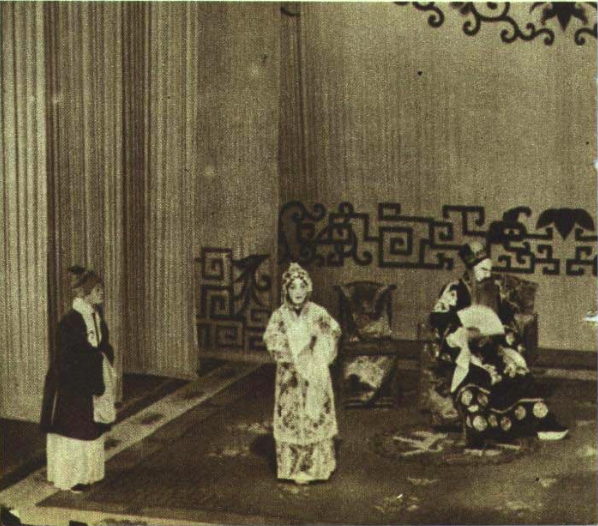
1952年汉剧《宇宙锋》

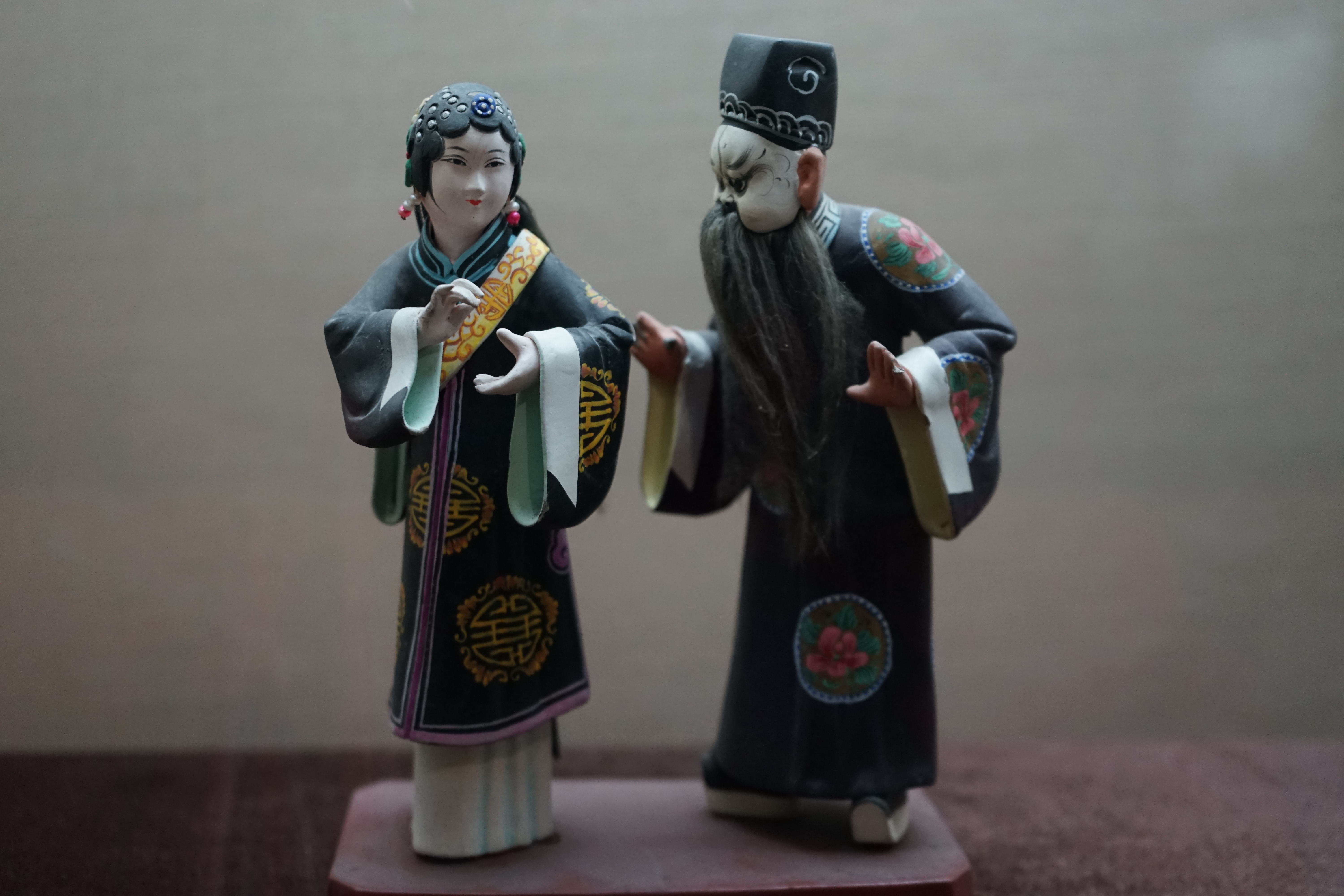
惠山泥人《宇宙锋》，无锡博物院藏

宇宙鋒是中国戏曲的传统剧目，有京劇、豫劇、漢劇、越剧等多種表現方式，另外徽剧、秦腔、河北梆子、川剧等剧种均有此剧目，也有改編成新現代劇的多種形式。
京剧中，此剧为传统梅兰芳代表作，他點為此生最愛劇目。早期他曾演出全剧，中后期只演“修本装疯”橋段，其他段子由別人代，之後杨荣环曾在梅派的基础上融入尚派唱法。1952年，中南区戏曲代表团根据汉剧的《赵高修本》、《金殿装疯》两折戏整理，充分发挥汉剧旦角唱做的特点。
2013年12月20日，绍兴小百花越剧团开排宇宙锋，由第二十二届中国戏剧梅花奖获得者陈飞主演。

## 劇情
秦二世时，赵高、匡洪同为朝廷重臣且是儿女亲家。赵高独断专权引匡洪不满此為大背景。
丞相匡洪乃先皇开国元勋，得赐宝剑宇宙锋，並斬諸多奸臣。奸臣赵高遣人盗取匡家所藏宇宙锋宝剑，后持宝剑行刺秦二世嫁祸给匡家。秦二世震怒下抄斩匡门。匡洪子匡扶巧被良将卫鹏之女巧凤所救逃出，同奔华山聚义抗暴。其妻趙高之女赵艳容回赵家独居，既恨父亲诬陷匡家，又恨二世荒淫无道，在使女哑奴的帮助下赵艳容假装疯癫。赵高接女回府，妄图将其献给二世为妃，以攫取当朝太师之位，赵艳容繼續藉著假装疯癫登殿骂君斥父，二世盛怒降旨问斩，幸亏皇后及时上殿保奏，将赵女带进内宫延医调養。
皇后知匡家冤案，婉言谏君赦免匡洪死罪，官复原职且又赐还宝剑宇宙锋，委以护国大任。赵高篡位心切竟然举兵造反，闯宫夺玺，逼杀二世。正当江山危險之际，匡洪带来华山义军一举扫平叛逆，朝廷轉危為安，奸臣盡誅。

## 名家
- 齐爱云（京剧）
- 梅兰芳（京剧）
- 陈素真（豫剧）
- 牛淑贤（豫剧）
- 陈伯华（汉剧）